# Luis Ramírez
Luis Alberto Ramírez Lucay (Lima, 10 de novembro de 1984) é um ex-futebolista peruano que atuava como meio-campista.

## Carreira

### Início
Luis Ramírez fez sua estreia profissional em 2003 com a camisa do Coronel Bolognesi, permanecendo no clube até 2005. Já em 2006, assinou com o Cienciano. No mesmo ano, retornou ao Coronel Bolognesi onde venceu o Torneo Clausura 2007. Depois de jogar a Copa Libertadores da América de 2008, foi contratado pelo Universitario. Sua primeira experiência internacional foi no início de 2009, quando assinou com o Libertad, do Paraguai, para jogar a Libertadores e o Campeonato Paraguaio. No final de 2009, o Universitario exigiu o seu retorno para a temporada de 2010, visando jogar a Copa Libertadores e o Campeonato Descentralizado, a pedido do então treinador Juan Reynoso.

### Corinthians
Foi anunciado pelo Corinthians no dia 12 de janeiro de 2011, chegando como substituto de Elias, que havia sido contratado pelo Atlético de Madrid. Aos 26 anos, o peruano assinou por quatro temporadas. Ramírez marcou seu primeiro gol com a camisa do Timão contra o São Bernardo, em partida válida pelo Paulistão. O jogador voltou a balançar as redes no dia 9 de fevereiro, numa goleada por 4 a 0 sobre Ituano.
Em 16 de novembro, em partida válida pelo Campeonato Brasileiro, marcou um importante gol que garantiu a vitória por 1 a 0 contra o Ceará, na casa do adversário, e que classificou o Corinthians para disputar a Libertadores. Em 4 de dezembro, Ramírez sagrou-se campeão brasileiro. No ano seguinte, ainda na reserva da equipe comandada por Tite, foi campeão da Copa Libertadores da América.

#### Jogos pelo Corinthians
Expanda a caixa de informações para conferir todos os jogos pelo Corinthians
|                                        | Data            | Local                                           | Resultado | Adversário          | Gols | Competição   |
| 2011                                   | 2011            | 2011                                            | 2011      | 2011                | 2011 | 2011         |
| -------------------------------------- | --------------- | ----------------------------------------------- | --------- | ------------------- | ---- | ------------ |
| 1.                                     | 30 de janeiro   | 1º de Maio, São Bernardo do Campo, Brasil       | 2–2       | São Bernardo        | 1    | Paulista     |
| 2.                                     | 2 de fevereiro  | Manuel Murillo Toro, Ibagué, Colômbia           | 0–2       | Deportes Tolima     | 0    | Libertadores |
| 3.                                     | 6 de fevereiro  | Pacaembu, São Paulo, Brasil                     | 1–0       | Palmeiras           | 0    | Paulista     |
| 4.                                     | 9 de fevereiro  | Pacaembu, São Paulo, Brasil                     | 4–0       | Ituano              | 1    | Paulista     |
| 5.                                     | 13 de fevereiro | Jayme Cintra, Jundiaí, Brasil                   | 0–0       | Paulista            | 0    | Paulista     |
| 6.                                     | 17 de fevereiro | Pacaembu, São Paulo, Brasil                     | 2–0       | Mogi Mirim          | 0    | Paulista     |
| 7.                                     | 20 de fevereiro | Pacaembu, São Paulo, Brasil                     | 3–1       | Santos              | 0    | Paulista     |
| 8.                                     | 26 de fevereiro | Pacaembu, São Paulo, Brasil                     | 4–0       | Grêmio Prudente     | 0    | Paulista     |
| 9.                                     | 9 de março      | Pacaembu, São Paulo, Brasil                     | 0–1       | Ponte Preta         | 0    | Paulista     |
| 10.                                    | 13 de março     | José Maria de Campos Maia, Mirassol, Brasil     | 3–2       | Mirassol            | 0    | Paulista     |
| 11.                                    | 20 de março     | Pacaembu, São Paulo, Brasil                     | 1–0       | Americana           | 0    | Paulista     |
| 12.                                    | 23 de março     | Pacaembu, São Paulo, Brasil                     | 3–0       | Oeste               | 0    | Paulista     |
| 13.                                    | 27 de março     | Arena Barueri, Barueri, Brasil                  | 1–2       | São Paulo           | 0    | Paulista     |
| 14.                                    | 3 de abril      | Santa Cruz, Ribeirão Preto, Brasil              | 0–0       | Botafogo-SP         | 0    | Paulista     |
| 15.                                    | 10 de abril     | Pacaembu, São Paulo, Brasil                     | 1–2       | São Caetano         | 0    | Paulista     |
| 16.                                    | 17 de abril     | Bruno José Daniel, Santo André, Brasil          | 2–0       | Santo André         | 0    | Paulista     |
| 17.                                    | 1 de maio       | Pacaembu, São Paulo, Brasil                     | 1(6)–(5)1 | Palmeiras           | 0    | Paulista     |
| 18.                                    | 8 de maio       | Pacaembu, São Paulo, Brasil                     | 0–0       | Santos              | 0    | Paulista     |
| 19.                                    | 15 de maio      | Vila Belmiro, Santos, Brasil                    | 1–2       | Santos              | 0    | Paulista     |
| 20.                                    | 22 de maio      | Olímpico, Porto Alegre, Brasil                  | 2–1       | Grêmio              | 0    | Brasileiro   |
| 21.                                    | 12 de junho     | Pacaembu, São Paulo, Brasil                     | 2–0       | Fluminense          | 0    | Brasileiro   |
| 22.                                    | 9 de outubro    | Pacaembu, São Paulo, Brasil                     | 3–0       | Atlético Goianiense | 0    | Brasileiro   |
| 23.                                    | 12 de outubro   | Pacaembu, São Paulo, Brasil                     | 0–2       | Botafogo            | 0    | Brasileiro   |
| 24.                                    | 16 de outubro   | Arena do Jacaré, Sete Lagoas, Brasil            | 1–0       | Cruzeiro            | 0    | Brasileiro   |
| 25.                                    | 16 de novembro  | PV, Fortaleza, Brasil                           | 1–0       | Ceará               | 1    | Brasileiro   |
| 2012                                   |                 |                                                 |           |                     |      |              |
| 26.                                    | 15 de janeiro   | Café, Londrina, Brasil                          | 2–2       | Flamengo            | 0    | Amistoso     |
| 27.                                    | 18 de janeiro   | Pacaembu, São Paulo, Brasil                     | 0–1       | Portuguesa          | 0    | Amistoso     |
| 28.                                    | 25 de janeiro   | Ninho da Garça, Guaratinguetá, Brasil           | 2–0       | Guaratinguetá       | 0    | Paulista     |
| 29.                                    | 1 de fevereiro  | Novelli Júnior, Itu, Brasil                     | 1–0       | Ituano              | 0    | Paulista     |
| 30.                                    | 5 de fevereiro  | Pacaembu, São Paulo, Brasil                     | 1–1       | Bragantino          | 1    | Paulista     |
| 31.                                    | 18 de fevereiro | Anacleto Campanella, São Caetano do Sul, Brasil | 1–0       | São Caetano         | 0    | Paulista     |
| 32.                                    | 22 de fevereiro | Pacaembu, São Paulo, Brasil                     | 2–0       | Portuguesa          | 1    | Paulista     |
| 33.                                    | 25 de fevereiro | Pacaembu, São Paulo, Brasil                     | 1–0       | Botafogo-SP         | 0    | Paulista     |
| 34.                                    | 4 de março      | Vila Belmiro, Santos, Brasil                    | 0–1       | Santos              | 0    | Paulista     |
| 35.                                    | 10 de março     | Pacaembu, São Paulo, Brasil                     | 1–1       | Guarani             | 0    | Paulista     |
| 36.                                    | 14 de março     | Estádio Azul, Cidade do México, México          | 0–0       | Cruz Azul           | 0    | Libertadores |
| 37.                                    | 18 de março     | Palma Travassos, Ribeirão Preto, Brasil         | 3–3       | Comercial           | 0    | Paulista     |
| 38.                                    | 28 de março     | Pacaembu, São Paulo, Brasil                     | 1–0       | XV de Piracicaba    | 0    | Paulista     |
| 39.                                    | 1 de abril      | Prudentão, Presidente Prudente, Brasil          | 3–0       | Oeste               | 0    | Paulista     |
| 40.                                    | 8 de abril      | Pacaembu, São Paulo, Brasil                     | 1–0       | Paulista            | 0    | Paulista     |
| 41.                                    | 15 de abril     | Moisés Lucarelli, Campinas, Brasil              | 2–1       | Ponte Preta         | 0    | Paulista     |
| 42.                                    | 20 de maio      | Pacaembu, São Paulo, Brasil                     | 0–1       | Fluminense          | 0    | Brasileiro   |
| 43.                                    | 17 de junho     | Moisés Lucarelli, Campinas, Brasil              | 0–1       | Ponte Preta         | 0    | Brasileiro   |
| 44.                                    | 8 de julho      | Ilha do Retiro, Recife, Brasil                  | 1–1       | Sport               | 0    | Brasileiro   |
| 45.                                    | 11 de julho     | Pacaembu, São Paulo, Brasil                     | 1–3       | Botafogo            | 0    | Brasileiro   |
| 46.                                    | 21 de julho     | Pacaembu, São Paulo, Brasil                     | 1–1       | Portuguesa          | 0    | Brasileiro   |
| 47.                                    | 29 de julho     | Pituaçu, Salvador, Brasil                       | 0–0       | Bahia               | 0    | Brasileiro   |
| 48.                                    | 5 de agosto     | São Januário, Rio de Janeiro, Brasil            | 0–0       | Vasco da Gama       | 0    | Brasileiro   |
| 49.                                    | 8 de agosto     | Pacaembu, São Paulo, Brasil                     | 1–1       | Atlético Goianiense | 0    | Brasileiro   |
| 50.                                    | 26 de agosto    | Pacaembu, São Paulo, Brasil                     | 1–2       | São Paulo           | 0    | Brasileiro   |
| 51.                                    | 6 de outubro    | Aflitos, Recife, Brasil                         | 1–2       | Náutico             | 0    | Brasileiro   |
| 2014                                   |                 |                                                 |           |                     |      |              |
| 52.                                    | 5 de fevereiro  | Pacaembu, São Paulo, Brasil                     | 0–2       | Bragantino          | 0    | Paulista     |
| 53.                                    | 9 de fevereiro  | Vail Chaves, Mogi Mirim, Brasil                 | 1–1       | Mogi Mirim          | 0    | Paulista     |
| 54.                                    | 16 de fevereiro | Pacaembu, São Paulo, Brasil                     | 1–1       | Palmeiras           | 0    | Paulista     |
| Legenda: Vitórias — Empates — Derrotas |                 |                                                 |           |                     |      |              |

### Ponte Preta
Sem espaço no Corinthians, acertou por empréstimo com a Ponte Preta em janeiro de 2013. Para ter o jogador, a Macaca abriu mão de R$ 1 milhão por 50% dos direitos federativos do lateral-direito Guilherme Andrade. Em contrapartida, ficou livre de bancar os salários de Ramírez, que ficaram a cargo do Corinthians. Em sua primeira partida pela equipe, marcou um gol no Derby Campineiro e ainda deu uma assistência, ajudando a Ponte a vencer o Guarani por 3 a 1.

#### Gols pela Ponte Preta
|    | Data                  | Local                      | Placar | Resultado | Adversário | Gols | Competição |
| -- | --------------------- | -------------------------- | ------ | --------- | ---------- | ---- | ---------- |
| 1. | 26 de janeiro de 2013 | Campinas, Brinco de Ouro   | 2–1    | 3–1       | Guarani    | 1    | Paulista   |
| 2. | 7 de abril de 2013    | Campinas, Moisés Lucarelli | 1–1    | 1–2       | Palmeiras  | 1    | Paulista   |

### Botafogo
Foi emprestado novamente em 2014, desta vez, para o Botafogo, assinando contrato até o final do ano.

#### Gols pelo Botafogo
|    | Data                  | Local                     | Placar | Resultado | Adversário  | Gols | Competição  |
| -- | --------------------- | ------------------------- | ------ | --------- | ----------- | ---- | ----------- |
| 1. | 23 de agosto de 2014  | Rio de Janeiro, Maracanã  | 1–0    | 1–0       | Chapecoense | 1    | Brasileiro  |
| 2. | 3 de setembro de 2014 | Fortaleza, Arena Castelão | 3–3    | 4–3       | Ceará       | 1    | Copa Brasil |

### Universidad San Martín
Após cinco anos longe dos gramados peruanos, acertou com o Universidad San Martín em novembro de 2015.

### Aposentadoria
Aos 39 anos, o jogador confirmou sua aposentadoria do futebol em outubro de 2024. Seu último clube foi o Cantolao.

## Seleção Peruana
Luís Ramírez foi convocado para a Seleção Peruana pela primeira vez em 2005, e vestiu a camisa branca e vermelha até 2014. No total disputou 35 partidas e marcou dois gols.

## Estatísticas
Atualizadas até 2 de novembro de 2014
| Clube       | Temporada | Campeonato nacional | Campeonato nacional | Copa nacional | Copa nacional | Competições continentais¹ | Competições continentais¹ | Outros torneios² | Outros torneios² | Total | Total |
| Clube       | Temporada | Jogos               | Gols                | Jogos         | Gols          | Jogos                     | Gols                      | Jogos            | Gols             | Jogos | Gols  |
| ----------- | --------- | ------------------- | ------------------- | ------------- | ------------- | ------------------------- | ------------------------- | ---------------- | ---------------- | ----- | ----- |
| Corinthians | 2011      | 6                   | 1                   | —             | —             | 1                         | 0                         | 18               | 2                | 25    | 3     |
| Corinthians | 2012      | 15                  | 2                   | —             | —             | 1                         | 0                         | 10               | 0                | 26    | 2     |
| Corinthians | 2013      | 0                   | 0                   | 0             | 0             | 0                         | 0                         | 0                | 0                | 0     | 0     |
| Corinthians | 2014      | 0                   | 0                   | 0             | 0             | 0                         | 0                         | 3                | 0                | 3     | 0     |
| Corinthians | Total     | 21                  | 3                   | 0             | 0             | 2                         | 0                         | 31               | 2                | 54    | 5     |
| Ponte Preta | 2013      | 10                  | 0                   | 1             | 0             | 1                         | 0                         | 16               | 2                | 28    | 2     |
| Ponte Preta | Total     | 10                  | 0                   | 1             | 0             | 1                         | 0                         | 16               | 2                | 28    | 2     |
| Botafogo    | 2014      | 16                  | 1                   | 4             | 1             | 0                         | 0                         | 0                | 0                | 20    | 2     |
| Botafogo    | Total     | 16                  | 1                   | 4             | 1             | 0                         | 0                         | 0                | 0                | 20    | 2     |
| Total       | Total     | 47                  | 4                   | 5             | 1             | 3                         | 0                         | 47               | 4                | 102   | 70    |

¹Estão incluídos jogos e gols da Copa Libertadores da América e Recopa Sul-Americana

²Estão incluídos jogos e gols pelo Campeonato Paulista, Copa do Mundo de Clubes da FIFA, torneios amistosos e amistosos

## Títulos
Coronel Bolognesi
- Campeonato Peruano: 2007 (Clausura)[14]

Corinthians
- Campeonato Brasileiro: 2011
- Copa Libertadores da América: 2012

Ponte Preta
- Campeonato Paulista do Interior: 2013

Alianza Lima
- Campeonato Peruano: 2017